# Микронезийская альциона
Микронези́йская альцио́на, или микронезийский зимородок (лат. Todiramphus cinnamominus) — вид птиц семейства зимородковых. Подвидов не выделяют. Эндемик Гуама.

## Описание
Микронезийская альциона длиной примерно 20 см. У неё большой тёмный клюв, коричневая голова, тёмная полоса на глазах, а также сине-зелёные верхние стороны крыльев. Грудь и нижние стороны крыльев коричневые.

## Распространение
Эндемик Гуама. Вымер в дикой природе.

## Питание и поведение
Микронезийская альциона — это охотник из засады. Она питается наземными насекомыми, саранчой и мелкими рептилиями.